# Eduard Wirths
 (février 2009).
Si vous disposez d'ouvrages ou d'articles de référence ou si vous connaissez des sites web de qualité traitant du thème abordé ici, merci de compléter l'article en donnant les références utiles à sa vérifiabilité et en les liant à la section « Notes et références ».
Eduard Wirths, né le 4 septembre 1909 à Geroldshausen en royaume de Bavière et mort le 20 septembre 1945 en Allemagne, fut médecin chef SS du camp de concentration et d'extermination d'Auschwitz de septembre 1942 à janvier 1945. À ce titre, il avait sous sa responsabilité tous les médecins SS actifs dans le camp.

## Famille
Eduard Wirths est né à Geroldshausen près de Wurtzbourg en Bavière dans une famille catholique de tendance démocrate-socialiste.
Son père a servi comme brancardier pendant la Première Guerre mondiale et, selon le  psychiatre américain Robert Jay Lifton, était sorti de la guerre « dans un état dépressif comportant des tendances pacifistes, qui se sont sans aucun doute exprimées dans son désir (comme le dit l'un de ses fils) de "faire de nous tous des médecins" ».
Le frère cadet de Wirths, Helmut, est devenu un éminent gynécologue (qui plus tard est allé à Auschwitz pour rendre visite à son frère afin de participer à des expériences sur le cancer, mais le quitta après seulement quelques jours en raison de l'horreur que lui avait inspiré ce qu'il avait vu là-bas). Lifton donne cette description :« … Parmi les garçons, c'est Eduard qui subit le plus l'influence de son père en devenant minutieux, obéissant, et particulièrement consciencieux et fiable — traits de caractère qu'il a conservés dans sa vie d'adulte. Il n'a jamais fumé ni bu et a été décrit comme compatissant et « doux » dans sa relation aux autres… ».
La famille Wirths n'était pas connue pour être antisémite ou avoir des sympathies pour les politiques nationalistes radicales.

## Sa carrière de médecin
Eduard Wirths poursuit des études de médecine à partir de 1930 et les achève avec succès en 1935 à Wurtzbourg. 
En 1933, il devient membre du NSDAP et de la SA et l’année suivante il passe dans la SS. 
Il fait son stage de fin d'études en 1936 à l’office régional de Thuringe pour les questions raciales et épouse la même année une étudiante en médecine avec laquelle il aura quatre enfants. 
Pendant la guerre, il est mobilisé comme médecin militaire et, en tant que tel, membre de la Waffen-SS. Il prend part à la campagne de Russie mais, pour des raisons de santé, il est affecté à l'inspection des camps de concentration au printemps 1942.
Après Dachau et Neuengamme, Eduard Wirths est muté à Auschwitz en septembre 1942 et nommé Hauptsturmführer.
Il est dès lors responsable des actes des vingt médecins SS (dont Josef Mengele, Horst Schumann et Carl Clauberg) qui travaillent dans les sections médicales du camp entre 1942 et 1945.
Détenu par l'armée britannique à la fin de la guerre, Wirths se suicide par pendaison après qu'un officier lui a tendu la main en lui disant : « Voilà. Maintenant, j'ai serré la main du médecin-chef d'Auschwitz qui porte la responsabilité de quatre millions de morts. Demain, je vous interrogerai là-dessus. Pendant la nuit, pensez à cette responsabilité, regardez vos mains ». Wirths, qui avait le grade de Sturmbannführer (major) depuis septembre 1944, meurt le 20 septembre 1945.